# Diecezja Escuintla
Diecezja Escuintla, łac. Dioecesis Escuintlensis – diecezja Kościoła rzymskokatolickiego w Gwatemali. Należy do archidiecezji Santiago de Guatemala. Została erygowana 28 lipca 1994 roku na podstawie prałatury terytorialnej istniejącej tam od 1969 roku.

## Ordynariusze
- José Julio Aguilar García (1969–1972) – jako prałat
- Mario Enrique Ríos Montt, C.M. (1974–1984) – jako prałat
- Fernando Claudio Gamalero González (1986–2004) – początkowo prałat, a później biskup diecezjalny
- Victor Hugo Palma Paúl (2004–)